# Onthophagus incornutus
Onthophagus incornutus är en skalbaggsart som beskrevs av Macleay 1871. Onthophagus incornutus ingår i släktet Onthophagus och familjen bladhorningar. Inga underarter finns listade i Catalogue of Life.